# Acmaeodera vanduzeei
Acmaeodera vanduzeei är en skalbaggsart som beskrevs av Van Dyke 1934. Acmaeodera vanduzeei ingår i släktet Acmaeodera och familjen praktbaggar. Inga underarter finns listade i Catalogue of Life.